# Karikyathanahalli, Channarayapatna
Karikyathanahalli là một làng thuộc tehsil Channarayapatna, huyện Hassan, bang Karnataka, Ấn Độ.